# 天主教通布拉-延比奧教區
天主教通布拉-延比奧教區（拉丁語：Dioecesis Tomburaënsis-Yambioensis），是羅馬天主教會以南蘇丹共和國通布拉和延比奧為中心的一個教區，屬朱巴總教區。
教區位於該國西南部、西赤道省大部分。2004年有310,000名教友，十三個堂區、二十四名司鐸。教區主教為愛德華·海博羅·庫薩。1949年3月3日設穆波伊監牧區。1974年12月12日升格為教區，並易名通布拉教區。
1986年2月21日易名至今。